# Phạm Thị Bình
Phạm Thị Bình (ur. 10 listopada 1989) – wietnamska lekkoatletka specjalizująca się w biegach długodystansowych.

## Osiągnięcia
| Rok  | Impreza                             | Miejsce   | Konkurencja      | Lokata     | Wynik    |
| ---- | ----------------------------------- | --------- | ---------------- | ---------- | -------- |
| 2011 | Mistrzostwa Azji w maratonie        | Pattaya   | maraton          | 3. miejsce | 2:53:09  |
| 2011 | Igrzyska Azji Południowo-Wschodniej | Palembang | bieg na 10 000 m | 2. miejsce | 36:04,83 |
| 2011 | Igrzyska Azji Południowo-Wschodniej | Palembang | maraton          | 3. miejsce | 2:48:43  |
| 2013 | Igrzyska Azji Południowo-Wschodniej | Naypyidaw | maraton          | 1. miejsce | 2:45:34  |

Złota medalistka mistrzostw kraju.

## Rekordy życiowe
- Bieg na 10 000 metrów – 35:05,71 (2012)
- Półmaraton – 1:16:52 (2012)
- Bieg maratoński – 2:45:34 (2013) rekord Wietnamu